# Leonid Wiktorowitsch Sluzki

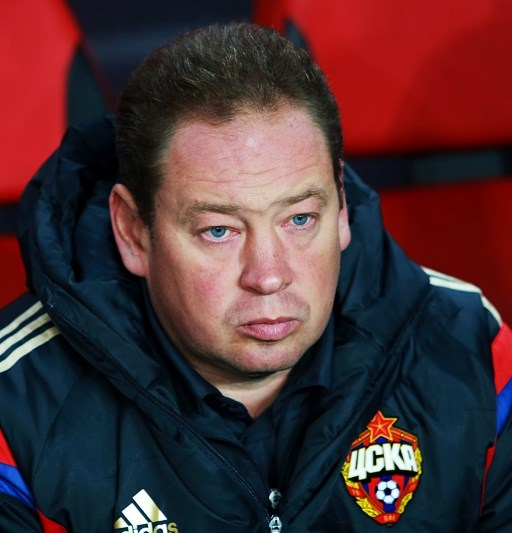
Leonid Sluzki im Oktober 2014

Leonid Wiktorowitsch Sluzki (russisch Леонид Викторович Слуцкий; * 4. Mai 1971 in Wolgograd, RSFSR, Sowjetunion) ist ein ehemaliger russischer Fußballtorwart und heutiger -trainer.

## Karriere

### Karriere als Spieler
Leonid Sluzkis aktive Laufbahn endete mit knapp 19 Jahren durch eine Knieverletzung. Die Verletzung zog er sich zu, als er die Katze des Nachbarn vor einem Sturz von einem Baum rettete.

### Trainerkarriere

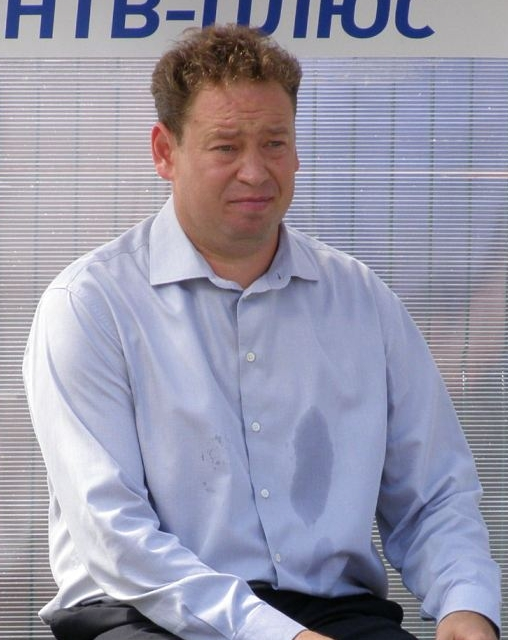
Leonid Sluzki als Trainer von Krylja Sowetow Samara (August 2009)

Seine Trainerkarriere begann 2000 beim Jugendteam von Olimpia Wolgograd. Nach zwei Jahren Pause übernahm er die Reservemannschaft von Uralan Elista. 2003 übernahm er dort die Profimannschaft. Nach der Strafversetzung von Uralan Elista in die 2. Division übernahm er wieder eine Reservemannschaft, diesmal die vom FK Moskau. 2005 übernahm er auch hier die Profimannschaft. Nach zwei Jahren Tätigkeit beim FK Moskau wurde Sluzki entlassen. 2008 heuerte er bei Krylja Sowetow Samara an. Im Oktober 2009 wechselte er zu ZSKA Moskau, mit denen er das erste Mal in der Geschichte des Vereins das Viertelfinale der Champions League erreichte.
Ab Mitte 2015 – nach der Entlassung von Fabio Capello – trainierte er die Russische Fußballnationalelf. Unter seiner Führung gewann die Mannschaft alle vier noch verbliebenen Spiele der EM-2016-Qualifikation und qualifizierte sich als Gruppenzweiter direkt für die Endrunde. Bei der Endrunde schieden die Russen als Gruppenletzte aus und Sluzki trat von seinem Amt zurück.
Im Juni 2017 wurde Sluzki vom englischen Zweitligisten Hull City verpflichtet. Bereits Anfang Dezember 2017 verließ er den Klub in „gegenseitigem Einvernehmen“ wieder, nachdem keine der vorangegangenen sieben Partien gewonnen wurde.
Am 12. März 2018 wurde bekannt gegeben, dass er zu Beginn der Saison 2018/19 Henk Fraser als Trainer des Eredivisie-Teams Vitesse Arnheim ersetzen wird. Während seiner Amtszeit zog Vitesse gegen den gesetzten FC Basel in die dritte Qualifikationsrunde der Europa League ein. Die beiden Legs wurden zu Hause am 9. August und auswärts am 16. August 2018 gespielt. Vitesse verlor insgesamt 2-0, was zu ihrer Eliminierung aus der Europa League führte. In der niederländischen Premier League belegte Vitesse ab dieser Saison den fünften Platz. Nach fünf verlorenen Spielen in Folge kündigte er im November 2019 seinen Job als Trainer von Vitesse Arnheim. Es folgte ein Wechsel zu Rubin Kasan im Jahr 2020.

## Privatleben
Sluzkis Vater, Sportmeister im Amateurboxen, starb, als Leonid sechs Jahre alt war. Seine Mutter war eine Erzieherin.
Seine Eltern wählten den Vornamen Leonid zu Ehren des damaligen sowjetischen Staatsführers Leonid Breschnew.
Heute ist Sluzki verheiratet und Vater eines Sohnes.